# Одеське філософське товариство
Одеське філософське товариство — наукове товариство, яке почало свою діяльність в Одесі 1914 року. Товариство засновано професором М. М. Ланге на базі кафедри філософії Імператорського Новоросійського університету і було зосереджене на організації публічних лекції з філософії, переважно історико-філософської тематики. У роки громадянської війни припинило активну діяльність. 

## Історія
Історія філософського товариства в Одесі бере початок з кафедри філософії Імператорського Новоросійського університету. Значний інтерес до філософії в духовному житті Одеси був пов'язаний із діяльністю в місті  Миколи Яковича Грота, який був завідувачем кафедри філософії в 1883—1887 роках. Він викладав історію філософії, його лекції викликали зацікавлення студентів різних факультетів, він вів філософські гуртки і читав публічні лекції.
Після від'їзду М. Я. Грота до Московського університету, де він став головою Московського психологічного товариства і редактором журналу «Питання філософії і психології», на філософській кафедрі Новоросійського університету з'являються два нових викладача: Олександр Павлович Казанський, та Микола Миколайович Ланге. У 1896 році М. М. Ланге організував на кафедрі філософії психологічну лабораторію, яка стала першою самостійною експериментальною психологічною лабораторією в Росії. Впродовж декількох років Ланге був головою Історико-філологічного товариства при Новоросійському університеті. М. М. Ланге багато часу приділяв організації роботи філософських студентських гуртків, організації публічних лекцій з історії філософії, виданню філософського журналу, який виходив в Одесі в 1905/1906 роках.
1914 року М. М. Ланге засновує Одеське філософське товариство. Діяльність товариства була зосереджена на організації публічних лекції з філософії, переважно історико-філософської тематики. Статути наукового товариства і студентського філософського гуртка, які зберігаються в архіві Одеського національного університету, свідчать про досить високий теоретичний рівень цих організацій.
Діяльність товариства продовжується і під час Першої світової війни та революції. 1917 року учень М. М. Ланге Сергій Леонідович Рубінштейн прочитав на у філософському товаристві при Новоросійському університеті доповідь «Філософська система Когена». Відомостей про діяльність товариства після смерті 1921 року його засновника Миколи Ланге не відомо.

## Філософські товариства Одеси в 1910–20-ті роки
Окрім філософського товариства при Новоросійському університеті в Одесі в 1918/1919 роках діяло ще два філософських товариства. Це «Єврейське філософське товариство» та «Одеське релігійно-філософське товариство».
Одеське релігійно-філософське товариство було створено в Одесі за ініціативи Олександра Горського та Миколи Сентицького послідовників космізму Миколи Федорова. Головою товариства став О. Горський. Також в правління товариства входили Н. М. Жовнер, Г. Е. Вострем, П. Н. Пеньковскій, О. Н. Маслова і ін. Товариство було зареєстровано ухвалою Одеського окружного суду 25 грудня 1918 року, внесено до реєстру Реєстраційної Відділу при суді 26 грудня 1918 року. У Московському архіві О. К. Горского і М.О Сентицького зберігся завірений примірник статуту товариства.

## Філософські товариства Одеси за радянських часів
Новий етап розвитку філософських досліджень в Одесі пов'язаний із приходом на кафедру філософії Одеського державного університету Авеніра Уйомова, який згуртував навколо себе молодих філософів. З 1965 року при кафедрі філософії ОГУ починає діяльність методологічний семінар. 1968 року професором А. І. Уйомовим було засновано Одеське філософське товариство. Після смерті А. І. Уйомова у 2012 році Одеське філософське товариство імені А. І. Уйомова очолила його вдова — професор Людмила Миколаївна Терентьєва. Засідання товариств проводяться щомісяця в Будинку вчених.